# Mamartchèvo
Mamartchèvo (en bulgare Мамарчево) est un village situé dans le sud-est de la Bulgarie. Il fait partie de la municipalité de Bolyarovo.

## Géographie
Le village de Mamartchèvo est situé dans le sud-est de la Bulgarie, à 340 km à l'est-sud-est de la capitale Sofia. Il est localisé à l'extrémité sud-est de la plaine de Thrace du Nord, au pied du massif de Strandja.
| 1934  | 1946  | 1956  | 1965  | 1975  | 1992 | 2001 | 2011 | 2021 |
| ----- | ----- | ----- | ----- | ----- | ---- | ---- | ---- | ---- |
| 1 799 | 2 043 | 1 793 | 1 473 | 1 090 | 702  | 530  | 366  | 314  |

| 2024 | - | - | - | - | - | - | - | - |
| ---- | - | - | - | - | - | - | - | - |
| -    | - | - | - | - | - | - | - | - |

## Histoire
Les premières mentions de la localité figurent dans des registres fiscaux ottomans des années 1516 - 1518, sans que des précisions soient apportées sur la population.
Avant le retour à l'autonomie de la Bulgarie, le village portait le nom turc de Muradanlı.
Le village a été renommé en l'honneur du capitaine Guéorgui Mamartchev, officier bulgare dans l'Armée impériale russe au début du XIXe siècle.